# Síndrome de Coffin-Lowry
El síndrome de Coffin-Lowry es una enfermedad de origen genético que se transmite ligada al cromosoma X con carácter semidominante, por lo que puede afectar tanto a varones como a mujeres, si bien en los varones reviste mayor gravedad. La prevalencia estimada es 1 caso por cada entre 50.000 y 100.000 personas. Fue descrito por Grange S. Coffin en 1966 y por Robert Brian Lowry en 1971.
Los síntomas principales consisten en retraso del crecimiento y del desarrollo psicomotor, anomalías faciales diversas y trastornos esqueléticos, como escoliosis, cifosis y deformidades de los dedos. En un 15% de los pacientes existe alguna afectación del corazón. 
Se ha determinado que el origen de este mal es una mutación en el gen RPS6KA3, situado en el brazo corto del cromosoma X (Xp22.2), este gen es responsable de la síntesis de una cinasa que está relacionada con el control de la proliferación celular y diferenciación celular. Únicamente el 30% de los afectados tienen algún antecedente de la enfermedad en el entorno familiar. 